# Anales de la Universidad de Chile
Anales de la Universidad de Chile (AUCH), (abreviado Anales Univ. Chile), es una revista fundada  el 23 de abril de 1844 con el fin de difundir la gestión gubernativa y universitaria, y el trabajo científico que se desarrolla en dicha universidad.
Es la publicación periódica más antigua de América en lengua española y en ella se han difundido escritos de autores como Claudio Gay, Andrés Bello, Ignacio Domeyko, Gabriela Mistral, Pablo Neruda, Juvenal Hernández Jaque, Manuel Manquilef, Eloísa Díaz, Amado Alonso, Bernardo Subercaseaux y Humberto Giannini, entre otros. Su lectura fue recomendada por Alexander Humboldt en su obra Cosmos.

## Historia
La fundación de la revista se estableció por el artículo 29 del Reglamento del Consejo Universitario, de 23 de abril de 1844. Su primer director fue el abogado, poeta y político Salvador Sanfuentes, que en ese entonces era el secretario general de dicha Universidad. El material, inicialmente acordado por el Consejo Universitario, era la publicación de las disposiciones legales de la universidad y la instrucción pública, las memorias aceptadas que son publicadas in extenso, un resumen de las memorias rechazadas, cuenta del Consejo ante el Gobierno, nota sobre funcionarios fallecidos y los programas de la Universidad.
La revista tiene siete series de publicaciones:
- Primera serie: entre 1844-1922 con 177 volúmenes
- Segunda serie: entre 1923-1930 con 18 tomos
- Tercera serie: entre 1931-1941
- Cuarta serie: entre 1941-1971
- Quinta serie: entre 1982-1990
- Sexta serie: entre 1995-2005
- Séptima serie: desde 2010 a la fecha

### Primero número
Se publicó en 1846 y correspondió a los años 1843 y 1844. Esta primera edición contenía el Discurso de Instalación de la Universidad de Chile pronunciado por Andrés Bello el 17 de septiembre de 1843; y las memorias de Domingo Faustino Sarmiento sobre ortografía, de José Victorino Lastarria acerca de la influencia social de la Conquista y del sistema colonial, y de Juan Bautista Alberdi sobre la conveniencia y objeto de un Congreso General Americano.

### Internacionalización y crecimiento de la distribución de la revista
El científico estadounidense James Gillis llevó a Estados Unidos las principales publicaciones chilenas, entre ellas la revista Anales. De forma paulatina comenzó su distribución en el ámbito internacional, llegando a instituciones como la Universidad de Lovaina, la Sociedad Real Geográfica de Londres, la Sociedad de Anticuarios del Norte (Copenhague), el Instituto de Bolonia, la Universidad de Christiana, la Academia de Ciencias de Madrid, la Academia Imperial de Ciencias, Artes y Bellas Letras de Dijon, la Sociedad de Historia Natural y de Medicina de Guiseen y la Academia de Ciencias de San Petersburgo.
En el artículo "Reparto de Los Anales de la Universidad de Chile" (1892, Santiago, Imprenta Cervantes, 40 páginas), se indicó que a la fecha se repartían 529 ejemplares, 297 llegaban a casas de estudio y entidades gubernamentales chilenas, y 232 para universidades de Latinoamérica, Estados Unidos y Europa.

### Nuevo enfoque editorial
A medida que aparecieron revistas científicas y culturales específicas en el país, Anales de la Universidad de Chile se convierte en una revista cultural miscelánea o de interés general.
En 1869, se editó en dos secciones, publicándose por separado desde 1900:
- El Boletín que contiene las actas, decretos, resoluciones, reglamentos y normas de la educación nacional en sus niveles secundario y universitario; se publicó hasta 1952. Las denominaciones de la publicación fueron las siguientes: Boletín del Consejo de Instrucción Pública 1869-1923; Boletín de Instrucción Pública, Secundaria y Superior 1923-1927; Boletín del Consejo Universitario 1928-1933, Boletín del Consejo Ejecutivo 1933 y Boletín del Consejo Universitario 1934-1952.
- Las Memorias Científicas y Literarias, donde se publican aportes científicos y literarios firmados por sus autores. Esta sección son los AUCH propiamente tal.

Entre los años 1968 y 1969, publicó los artículos y documentos de la reforma universitaria.

## Artículos y números destacados
- Discurso de instalación de la Universidad de Chile: Texto pronunciado por Andrés Bello el 17 de septiembre de 1843.[7] El Rector planteó los lineamientos fundacionales de la Casa de Estudios ante el presidente de la República, el ministro de Instrucción Pública y los cerca de 50 académicos que componían la institución.[11]
- Escritos de Ignacio Domeyko: La revista publicó en varias ocasiones artículos del científico polaco - chileno sobre sus viajes por Chile y sus observaciones de la naturaleza. Algunos de estos artículos son:
  - Esploración de las lagunas de Llauquigüe i de Pichilaguna. Volcanes de Osorio i de Calbuco. Cordillera de Nauelhuapi (1850)[12]
  - Viaje a las cordilleras de Talca i de Chillán. Primera,[13] segunda[14] y tercera parte[15] (1850)
  - Las ajitaciones oceánicas causadas en las costas del Pacífico por el terremoto del 13 de agosto de 1868 (1871)[16]
- Números en homenaje a grandes figuras: La revista ha publicado números especiales dedicados a figuras prominentes de la Universidad de Chile como es el caso de Gabriela Mistral[17] en 1957 ; Pablo Neruda en los años 1971[18] y 1999.[19]
- Documentos sobre la reforma universitaria: En las seis ediciones publicadas entre 1968 y 1969 aparecen escritos relacionados con el proceso de reforma universitaria. El número 148 presenta una recopilación de más de 400 páginas con textos aparecidos en la prensa respecto al tema.[20] En el número 150 aparecen las respuestas a un cuestionario sobre los problemas fundamentales que se debatían en las Universidades durante aquella época. Entre las personalidades que entregan su visión están el político Clodomiro Almeyda, Fernando Castillo Velasco, Alfredo Jadresic y el historiador Ricardo Krebs.[21]

## Digitalización de la colección
El año 2012 la Dirección de Sistemas de Servicios de Información y Bibliotecas (SISIB), finalizó la labor de digitalización de los antiguos números. La digitalización, el procesamiento de artículos y la posterior publicación electrónica correspondió a 301 volúmenes de la revista (6.657 artículos y más de 132.000 páginas en texto completo).
Este material, junto a los números posteriores de la publicación está disponible en formato digital en el sitio web oficial de Anales: www.anales.uchile.cl